# Leopoldo Baptista
Leopoldo Baptista (Trujillo, Trujillo, Venezuela, 20 de junio de 1869-New York, Estado de Nueva York, Estados Unidos, 17 de febrero de 1931) fue un político, ingeniero y abogado venezolano, ministro durante los gobiernos de Raimundo Andueza Palacio y Joaquín Crespo, y después durante las dictaduras de Cipriano Castro y del general Juan Vicente Gómez, como su ministro de Relaciones Interiores y ministro del Despacho de la presidencia, respectivamente.
Después de discrepar de los deseos reeleccionistas de Gómez y ser desterrado por este en una purga política, Baptista vivió en Estados Unidos, desde donde fue parte de la oposición al régimen. También participó intelectualmente en la fallida Expedición del Falke, que buscaba derrocar a la dictadura de Gómez y en la que colaboró con Román Delgado Chalbaud y su hijo, Carlos Delgado Chalbaud.

## Biografía

### Formación académica
Fue a la Universidad Central de Venezuela para cursar las carreras de ingeniería, derecho y medicina. En 1891 se matriculó como ingeniero.

### Carrera política
En 1890 fue diputado por el estado Los Andes. En 1892 fue nombrado ministro de Correos y telégrafo durante el gobierno de Raimundo Andueza Palacio. Se unión a la Revolución Legalista y cayó preso en Tucacas. Ya bajo el gobierno de Joaquín Crespo, volvió a asumir como ministro de Correos y, además, el ministerio de Fomento.
En 1893 fue gobernador del Estado Los Andes.
Fue diputado por el estado Trujillo en 1901, mismo año en que terminó siendo designado presidente encargado de este estado. En 1902 participó en la batalla de La Victoria, en la que terminó resultando vencedor contra la Revolución Libertadora.
En 1903 asumió nuevamente la presidencia de Trujillo hasta que en 1905 representó al estado como diputado. En 1906 fue nombrado ministro de Relaciones interiores y en 1908, secretario general de la presidencia durante el gobierno de Cipriano Castro.
Tras el golpe de Estado en Venezuela de 1908, que terminó empoderando a Juan Vicente Gómez continuó su cargo como secretario general de la presidencia hasta 1909, cuando fue transferido al Consejo de gobierno, donde trabajó hasta 1913.

### Exilio y muerte
En 1913 protestó ante la intención de Gómez de reelegirse y fue desterrado por el régimen ese año. Se exilió primero en Canadá y posteriormente en New York, Estados Unidos, donde participó en varios movimientos antigomecistas como la expedición del Falke en 1929 y murió en 1931. Sus restos fueron repatriados en 1938.